# Rolling curve
Rolling Curve is een muziekalbum van de Amerikaanse multi-instrumentalist Kit Watkins. Het album bevat opnamen uit de periode 1992-2000, die nog niet eerder het daglicht hadden gezien. Het is een van de weinige albums waarop ook gastmusici meespelen.

## Musici
- Kit Watkins – alle instrumenten waaronder synthesizers, dwarsfluit, sopraansaxofoon en percussie.
- Brad Allen – toetsen op Dark Matter
- Steve Roach – didgeridoo op Rolling Curve I

## Composities
1. Rolling Curve I (18:51)
2. Rolling Curve II (17:38)
3. Dark Matter (14:54)
4. Roaming cloud (5:20)
5. EndPeace (2:57)